# Pie Ier
Pie Ier ( grec : Πίος) est, selon l'Annuaire pontifical, le 10e évêque de Rome, qui siégea, sous le règne de l'empereur romain Antonin le Pieux, de 140 environ jusqu'à sa mort vers 154. Ses dates sont respectivement indiquées entre 142 ou 146 et 157 ou 161. Il succède à Hygin. 
Il s'est opposé à la fois au valentinianisme et au gnosticisme au cours de sa papauté. Il est considéré comme un saint par l'Église catholique et l'Église orthodoxe avec un jour de fête le 11 juillet, mais on ne sait pas s'il est mort en martyr.

## Biographie

### Jeunesse
Le Liber Pontificalis rapporte la naissance de Pie Ier à Aquilée, dans le nord de l'Italie, à la fin du Ier siècle, fils d'un certain Rufinus,, mais il s'agit très probablement d'une simple conjecture de l'auteur qui avait entendu parler de Rufin d'Aquilée (fin du IVe siècle) ; d'autres sources le disent Illyrien.   
Selon le Canon Muratorien du IIe siècle et le Catalogus Liberianus, Pie est le frère d'Hermas, auteur d'un célèbre recueil de visions connu sous le nom de Pasteur d'Hermas, l'ouvrage le plus répandu et le plus pertinent parmi ceux des pères de l'Église. Son auteur s'identifie comme un ancien esclave, ce qui laisse penser qu'Hermas et Pie sont des affranchis. Cependant, la déclaration d'Hermas selon laquelle il est esclave pourrait simplement signifier qu'il appartient à une famille plébéienne de bas rang. Si les informations fournies par l'auteur sur ses conditions personnelles étaient historiquement vraies, il existerait plus d'informations sur les origines du pape, son frère. Il est très probable que l'histoire qu'Hermas raconte sur lui-même doive être considérée comme un procédé littéraire.  
On ne sait pas comment il entre en contact avec la nouvelle religion ; peut-être a-t-il rencontré le christianisme à Rome, où il est arrivé avec son frère.  

### Pontificat

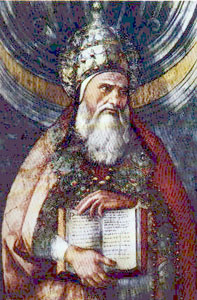
Le Pérugin, Pape Pie Ier, vers 1481–1483.

Selon la tradition catholique, Pie Ier gouverne l'Église au milieu du IIe siècle sous les règnes des empereurs Antonin le Pieux et Marc Aurèle. On ne sait rien de sa vie cléricale, sauf qu'à la mort du pape Hygin, après trois jours de jeûne et de prières, il est proclamé pape. Selon la plus ancienne liste des papes, dressée par Irénée de Lyon, il est le neuvième successeur de Pierre et donc le dixième pape de l'Église catholique.
Son pontificat est marqué par le développement des idées gnostiques, qui se sont déjà propagées sous le pontificat précédent avec Cerdon et Valentin d'Égypte. Ceux-ci reçoivent un renfort de poids avec Marcion du Pont, qui remet en cause l'unicité de Dieu, l'Ancien Testament, ainsi que la double nature humaine et divine du Christ. Le marcionisme est dénoncé comme hérésie et Marcion est exclu de l'Église vers 144 lors du synode probablement présidé par Pie. On pense qu'il excommunie les deux autres. Les apologistes catholiques y voient un argument en faveur de la primauté du Siège romain au IIe siècle.
La lutte contre les idées défendues par les gnostiques reçoit sur le plan intellectuel et philosophique le renfort d'un vrai dialecticien en la personne de Justin de Naplouse, qui vient au secours de l'évêque de Rome moins à l'aise que son prédécesseur Hygin dans ce genre de controverses. Justin enseigne la doctrine chrétienne à Rome pendant son pontificat, mais le récit de son martyre ne nomme pas Pie. Compte tenu de la brièveté du récit, cela n'a cependant rien d'anormal.
Les relations avec les Juifs sont également importantes : Pie Ier prescrit que les membres des sectes juives convertis au christianisme soient accueillis par les communautés chrétiennes et baptisés.
Il établit que Pâques devait être célébrée le premier dimanche suivant la pleine lune de mars, pour la distinguer de la Pâque juive, qui est célébrée le jour de la pleine lune. Cette date sera à l'avenir source de conflits entre l'Église d'Occident et l'Église d'Orient. 
Bien qu'il ait ordonné la publication du Liber Pontificalis, en réalité la compilation de ce document ne commence pas avant le début du VIe siècle.
Une tradition ultérieure attribue à Pie Ier le mérite de la fondation de deux églises, le titulus Pudentis (la basilique Santa Pudenziana), en l'honneur de sa sœur qui porte ce nom, et le titulus Praxedis (la basilique Sainte-Praxède de Rome). Toujours selon cette tradition, il aurait exercé la charge épiscopale et aurait fait construire un baptistère à côté du titulus Pudentis. En réalité, ces deux églises sont nées au IVe siècle, même s'il n'est pas impossible qu'elles aient remplacé les maisons chrétiennes dans lesquelles les fidèles de Rome se réunissaient pour le service divin avant le règne de Constantin. En aucun cas, la légende ne peut servir de preuve de ce fait. Dans de nombreux écrits ultérieurs, dont le Liber Pontificalis, le « Berger » de l'œuvre d'Hermas est confondu avec l'auteur et, étant donné qu'un prêtre romain, Pastore, a joué un rôle important dans la fondation de ces églises, il est possible que l'auteur de la légende ait été induit en erreur par ce détail et ait par conséquent inclus le pape Pie dans son récit légendaire.
Les deux lettres écrites à Giusto, évêque de Vienne, qui lui sont attribuées, ne sont pas authentiques.

### Martyre et date du décès
Selon la tradition, il fut martyrisé dans la ville de Rome, une conjecture qui figure dans les éditions antérieures du Bréviaire romain  ; il n'y a pas suffisamment de preuves confirmant cette affirmation, notamment parce que pendant la période de son pontificat, sous l'empereur tolérant Antonin le Pieux, il n'y a eu aucune persécution des chrétiens. Certaines traditions infondées, beaucoup plus tardives, émettent l'hypothèse que, en raison d'un rigorisme excessif qui le rendait particulièrement impopulaire dans certains milieux, il aurait été assassiné, mais il n'en existe aucune preuve documentée.
L'étude qui a produit la révision de 1969 du calendrier liturgique romain a déclaré qu'il n'y avait aucune raison pour qu'il soit considéré comme un martyr et il n'est pas présenté comme tel dans l'actuel martyrologe romain.
La seule donnée chronologique dont nous disposons pour établir la durée de son règne est l'année de la mort de Polycarpe de Smyrne, qui, avec un certain degré de certitude, peut être 155 ou 156 : lors de sa visite à Rome, l'année précédant sa mort, Polycarpe rencontre le pape Anicet, successeur de Pie et évêque de Rome ; par conséquent, Pie a dû mourir vers 154.
Sa dépouille mortelle aurait été ensevelie non loin de celle de l'apôtre Pierre sur la colline du Vatican.
Bien qu'il ne soit pas prouvé qu'il soit mort pour sa foi chrétienne, il est vénéré comme un saint-martyr et fêté le 11 juillet.  

## Célébration

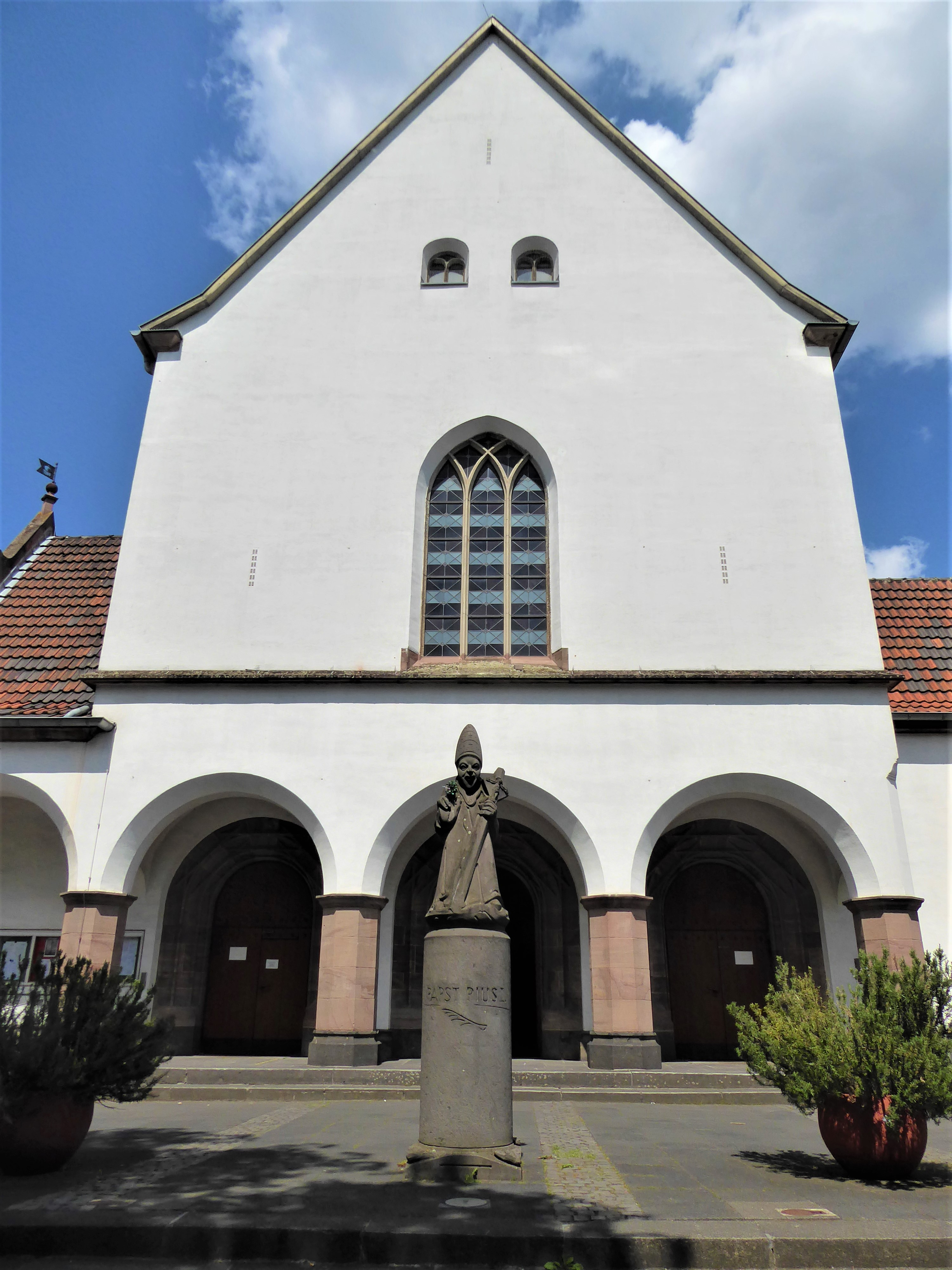
Église dédiée à saint Pie à Zollstock en Allemagne, avec une statue du saint.

Pie Ier est célébré le 11 juillet. Dans le Calendrier romain tridentin, on lui donnait le rang de « Simple » et il était célébré comme martyr. Le rang de la fête a été réduit à une commémoration dans le calendrier général romain de 1955 du pape Pie XII et dans le Calendrier romain général (1960). Bien qu'il ne soit plus mentionné dans le calendrier général romain, saint Pie Ier peut désormais, selon les règles du missel romain actuel, être célébré partout le jour de sa fête en guise de mémoire, à moins que dans une localité une célébration obligatoire soit assignée ce jour-là.
Saint Pie Ier n'avait pas de culte dans l'Antiquité et son nom est donc absent des anciens martyrologes, jusqu'à ce qu'Adon de Vienne l'insère pour la première fois dans son Martyrologe le 11 juillet.   
Il est le saint patron de la petite ville de Roccaspinalveti où se trouvent trois statues le représentant, dont l'une, à mi-longueur, contient sa relique à l'intérieur ; il est co-patron de l'archidiocèse d'Udine et patron de archidiocèse de San Juan de Puerto Rico.

### Églises dédiées à saint Pie
- Église de San Pio I à Vallerona, un hameau de la commune de Roccalbegna, dans la province de Grosseto ;
- Église Saint-Pie, à Zollstock, dans la banlieue de Cologne.